# Mesosemia mevania
Mesosemia mevania är en fjärilsart som beskrevs av William Chapman Hewitson 1857. Mesosemia mevania ingår i släktet Mesosemia och familjen Riodinidae. Inga underarter finns listade i Catalogue of Life.

## Bildgalleri

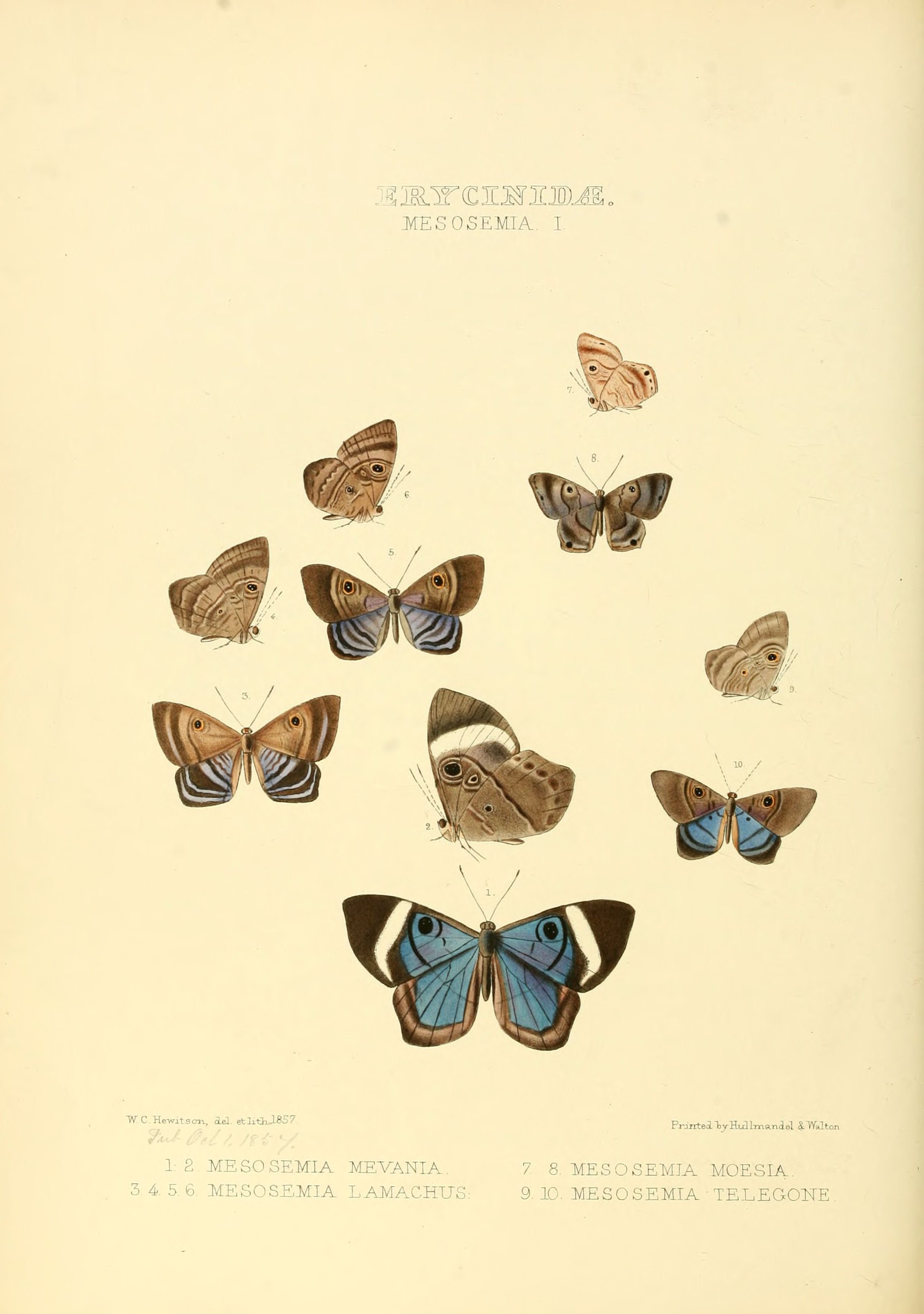
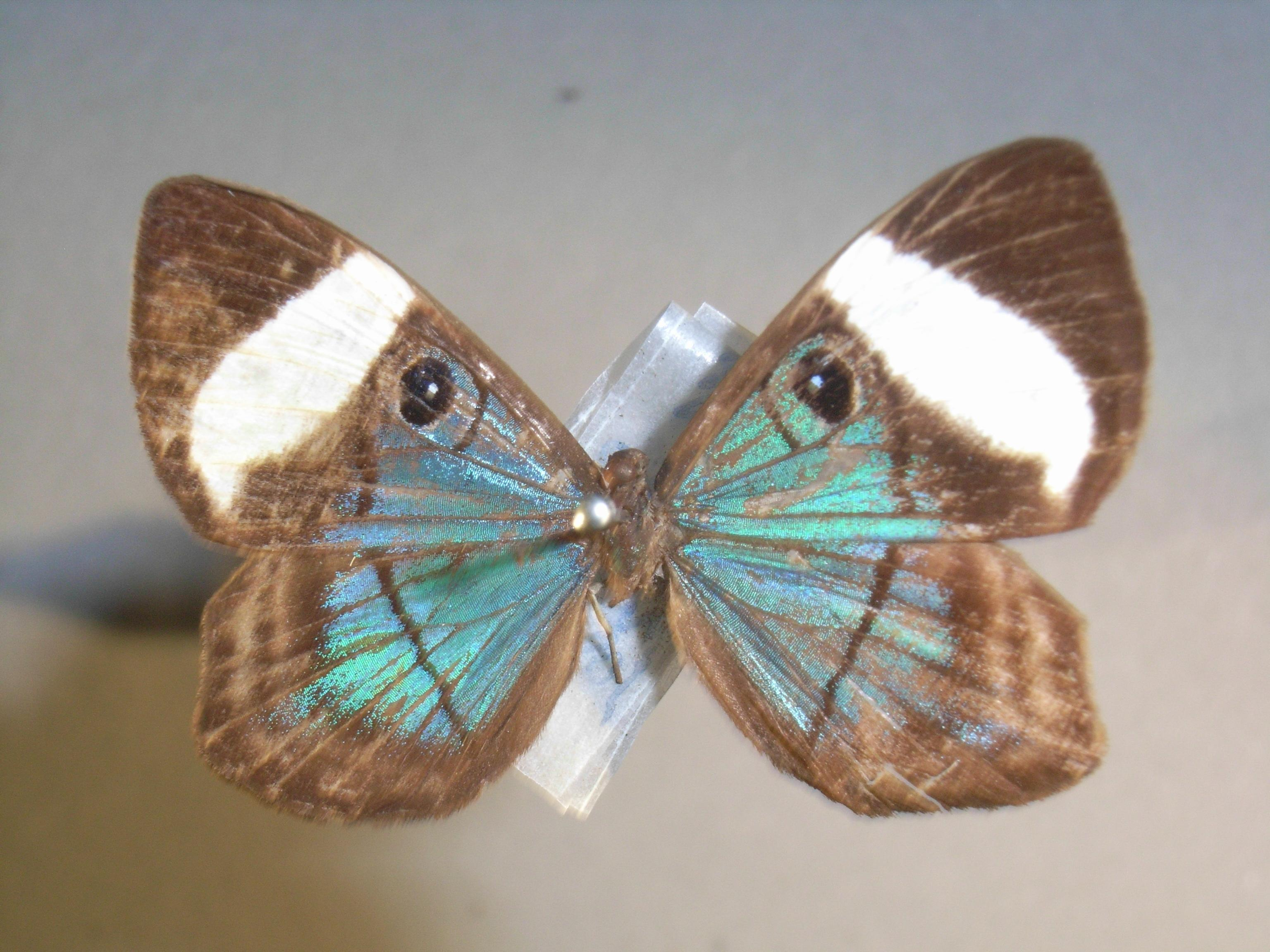